# Kandi Technologies

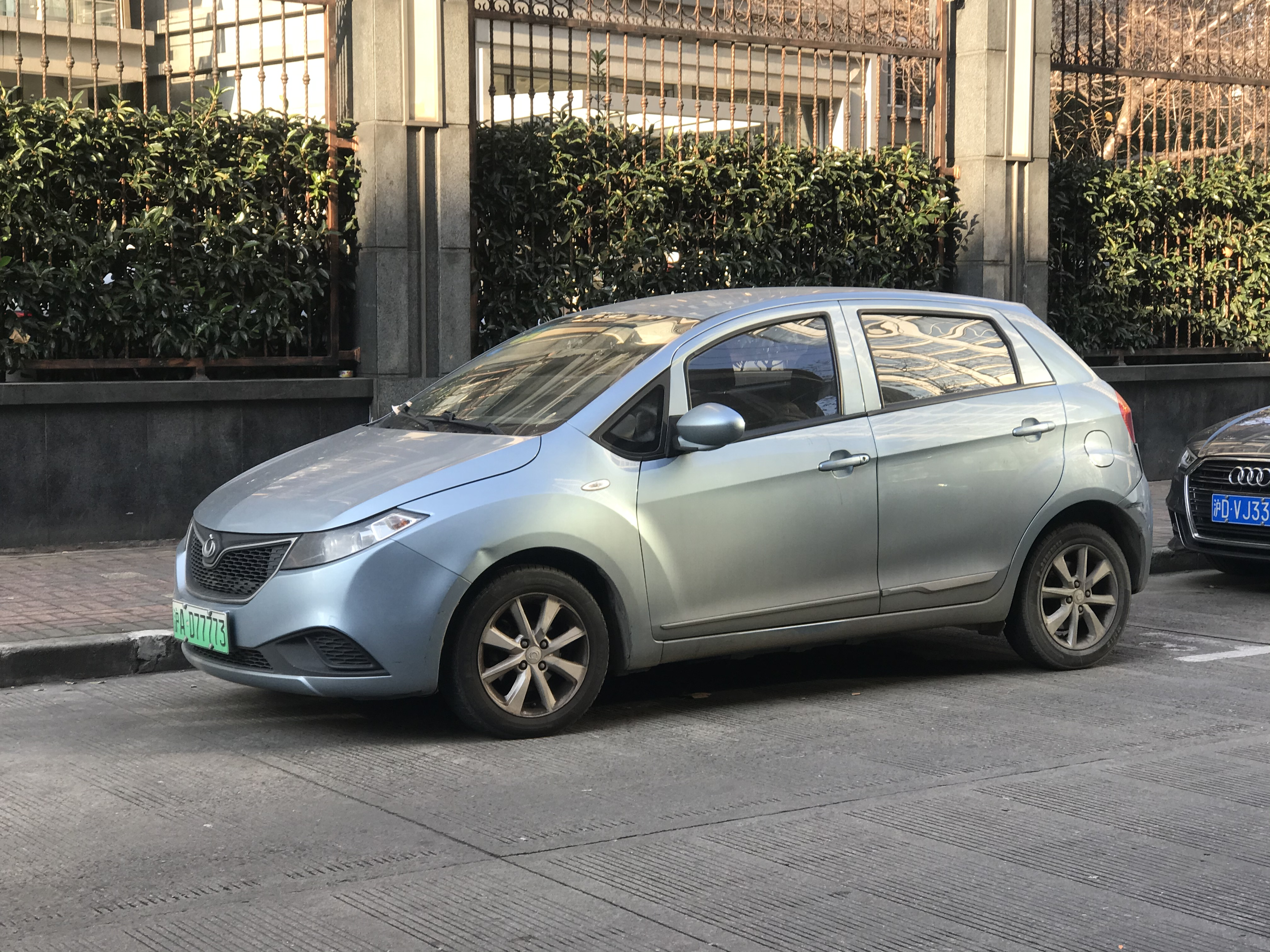
Kandi K17

Kandi Technologies – chiński producent elektrycznych samochodów, a następnie pojazdów niskich prędkości, z siedzibą w Jinhua, działający od 2012 roku.

## Historia
W 2012 roku chiński przedsiębiorca Hu Xiaoming założył przedsiębiorstwo Kandi Technologies, za siedzibę obierając miasto Jinhua w  prowincji Zhejiang. Za cel obrano rozwój tanich i prostych samochodów elektrycznych skonstruowanych z myślą o wewnętrznym rynku chińskim.
Pierwszym dużym osiągnięciem Kandi było nawiązanie w lipcu 2012 roku porozumienia z władzami miasta Hangzhou, na podstawie której zobowiązano się dostarczyć 20 tysięcy pojazdów do miejskiego programu wypożyczalni samochodowów. W lutym 2013 roku z kolei Kandi Technologies rozpoczęło strategiczne partnerstwo z lokalnym gigantem branży samochodowej Geely, koncentrując się na wspólnym rozwoju niewielkich pojazdów elektrycznych. Pierwszym pojadem była jednak konstrukcja na bazie gotowego spalinowego modelu Geely Panda, która otrzymała nazwę Kandi K11.
W lutym 2019 roku Kandi Technologies ogłosiło plany ekspansji na rynek Stanów Zjednoczonych po tym, jak federalna agencja bezpieczeństwa drogowego NHTSA wyraziła zgodę na eksport modeli K22 i EX3 z Chin. W lipcu 2020 roku ogłosiło oficjalnie, że do sprzedaży w USA trafią ostatecznie w połowie tego roku modele K27 i K23. Planów tych nie udało się jednak zrealizować, a Kandi w 2021 roku skoncentrowało się na planach wprowadzenia do sprzedaży elektrycznego pickupa K32 opartego na chińskim Foday Lion F22 - również ostatecznie bez powodzenia. Ostatecznie, w 2023 roku firma skoncentrowała się wyłącznie na rynku amerykańskim dzięki spółce zależnej Kandi America, by oferować tam elektryczne wózki golfowe i pojazdy elektryczne niskich prędkości.

## Modele samochodów

### Historyczne
- K11 (2013–2016)
- K10 (2015–2017)
- K12 (2016–2018)
- K17 (2016–2018)
- EX3 (2018)
- K27 (2018)
- K23 (2020)
- K32 (2021)